# Vincent Brady
Vincent Brady (irisch Uinseann Ó Brádaigh, * 14. März 1936; † 6. Oktober 2020 in Dublin) war ein irischer Politiker und Minister.

## Biografie
Brady war ursprünglich Bilanzbuchhalter sowie Verwaltungsdirektor und Geschäftsführer von Unternehmen.
Seine politische Laufbahn begann er 1977 als Kandidat der Fianna Fáil mit der erstmaligen Wahl zum Abgeordneten (Teachta Dála) des Unterhauses (Dáil Éireann). Dort vertrat er bis 1992 den Wahlkreis Dublin-North-Central.
Am 10. März 1987 wurde er von Taoiseach Charles J. Haughey zum Staatsminister des Taoiseach und somit zum Hauptgeschäftsführer der Regierungsfraktion im Unterhaus (Government Chief Whip) ernannt. Diese Ämter hatte er bis zum 14. November 1991 inne. Zugleich war er in dieser Zeit auch Staatsminister beim Verteidigungsminister sowie zeitweise von Februar bis November 1991 auch Staatsminister beim Finanzminister.
Am 14. November 1991 berief ihn Taoiseach Haughey schließlich zum Verteidigungsminister. Dieses Amt hatte Brady bis zum Ende von Haugheys Amtszeit am 11. Februar 1992 inne.